# Бурика (полуостров)
Бури́ка (исп. Península de Burica) — полуостров в Центральной Америке, на юге Коста-Рики и западе Панамы.

## География
Узкий и длинный полуостров врезается в Тихий океан, образуя на востоке бухту Чарко-Асуль (часть залива Чирики). К югу через пролив располагается одноимённый остров Бурика. Полуостров является самой южной конечностью Коста-Рики. Он разделён между Панамой и Коста-Рикой. Его западная часть относится к коста-риканской провинции Пунтаренас, восточная к панамской провинции — Чирики. Максимальная высота над уровнем моря — 257 м. Единственный крупный город, Пуэрто-Армуэльес, находится на севере полуострова в бухте Чарко-Асуль. Его население составляет 8200 человек (2005). Местное население в основном занимается рыболовством.

## Правовой статус
Договор Эчанди-Фернандес заключенный Панамой и Коста-Рикой в Сан-Хосе в мае 1941 года, определил границу между двумя государствами. В соответствии с договором две трети полуострова на востоке отходило Панаме, и одна треть на западе отошла Коста-Рике. Полуостров также является границей часовых поясов, коста-риканское время отличается от панамского на один час.